# De tuin van de openbaring
De tuin van de openbaring is de Nederlandse vertaling van de vertelling van Der Garten der Erkenntniss van Leopold Andrian uit 1895.

## Geschiedenis
In 1895 verscheen de novelle of het prozagedicht Der Garten der Erkenntniss van de Oostenrijkse schrijver Leopold Andrian (1875-1951) te Berlijn bij S. Fischer Verlag. De dichter was het jaar ervoor gedebuteerd met gedichten in Die Blätter für die Kunst. Het is een novelle over een identiteitscrisis die beroemd zou worden in de decadent-symbolistische literatuurgeschiedenis. Het draagt als motto Ego Narcissus en vertelt het verhaal van Erwin die niet in staat blijkt liefde te geven.

## Vertaling
In 1905-1906 verscheen een Nederlandse vertaling van deze novelle onder de titel De tuin van de openbaring. Deze was van de hand van Albert Verwey (1865-1937) en de Duitser Stefan George (1868-1933). De waardering voor Andrian ontstond in Nederland door de vriendschap tussen beide vertalers. Verwey en George bezochten elkaar geregeld tussen 1895 en 1919. Dat laatste wordt duidelijk uit de door Verweys dochter verzorgde uitgave Albert Verwey en Stefan George. De documenten van hun vriendschap; daarin is ook een briefwisseling opgenomen tussen beiden over die vertaling, alsmede een foto van het handschrift ervan.
In het door Verwey opgerichte tijdschrift De Beweging, waarvan hij aanvankelijk enig redacteur was, verscheen de vertaling, in het laatste nummer van 1905 en het eerste van 1906, met een inleiding van Verwey. Die vertaling werd tot 1984 nooit herdrukt en verscheen nooit als afzonderlijke uitgave.

## Astèr-uitgave
In 1984 verscheen de vertaling als tweede uitgave in de Άστήρ-reeks, een serie uitgaven waarvan Johan Polak, Ger Kleis en Ben Hosman de redactie vormden. Inleiding en vertaling werden herdrukt naar de publicatie in De Beweging en verzorgd door Marijke Stapert-Eggen en Frank Ligtvoet. Wijzigingen in die tekst uit 1905-1906 werden aangebracht na vergelijking met het manuscript van de vertaling (berustend in het Verwey-archief in de Universiteitsbibliotheek Amsterdam), de drukproeven en de oorspronkelijke Duitse uitgave. Zo werden in de uitgave van 1984 de motto's toegevoegd die in de versie van 1905-1906 niet waren opgenomen.

### Uitgave
De uitgave was de tweede in de Astèrreeks en werd typografisch verzorgd door Ger Kleis. Ze werd deels gebonden in halfleer, halfperkament en linnen door Binderij Phoenix, deels ingenaaid. Ze verscheen in een genummerde oplage van 125 exemplaren waarvan de eerste honderd voor de vaste intekenaren en de nummers 101 tot en met 125 ter beschikking bleven van de uitgevers.